# منزة

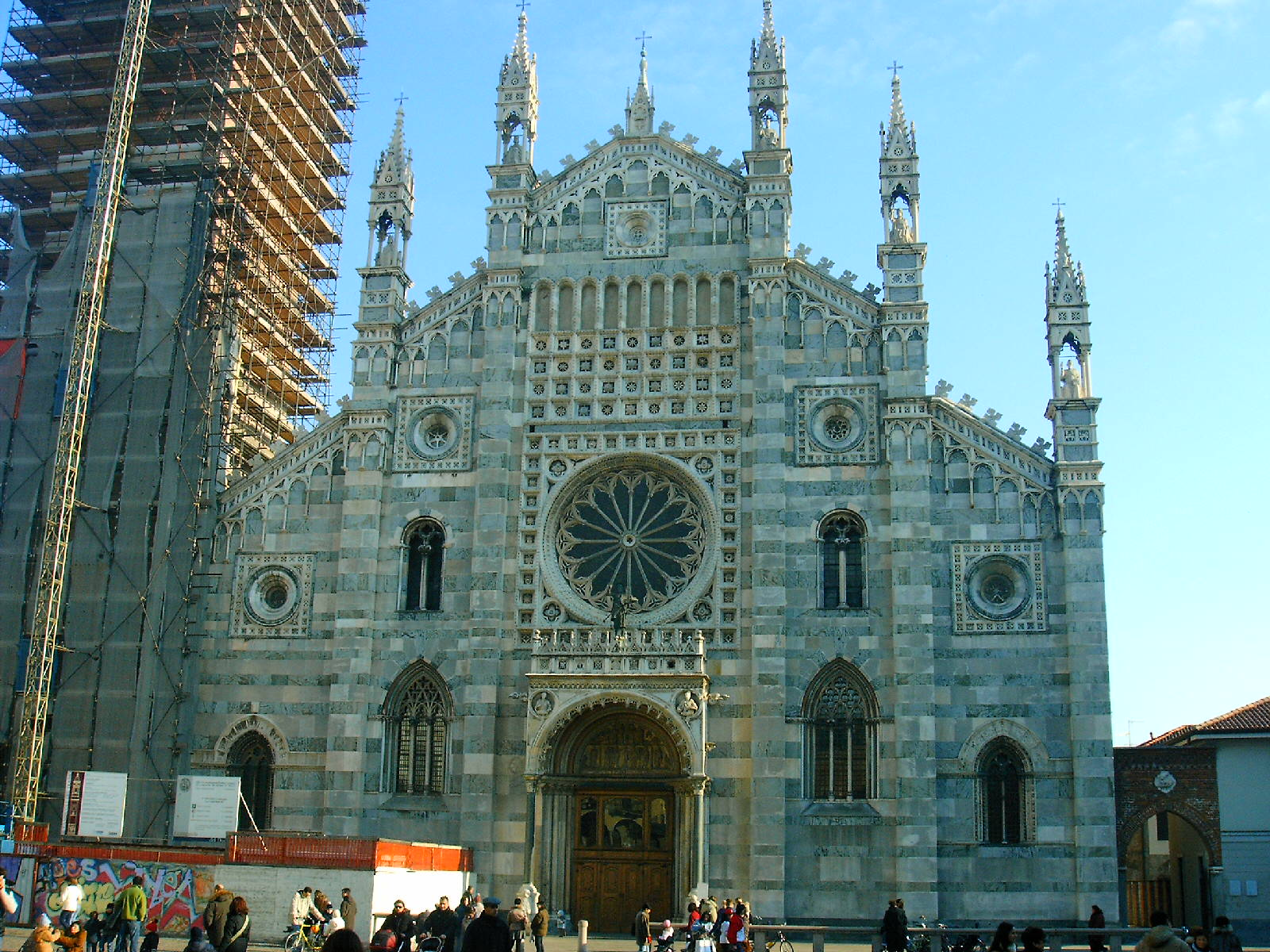
كاتدرائية مُنزة

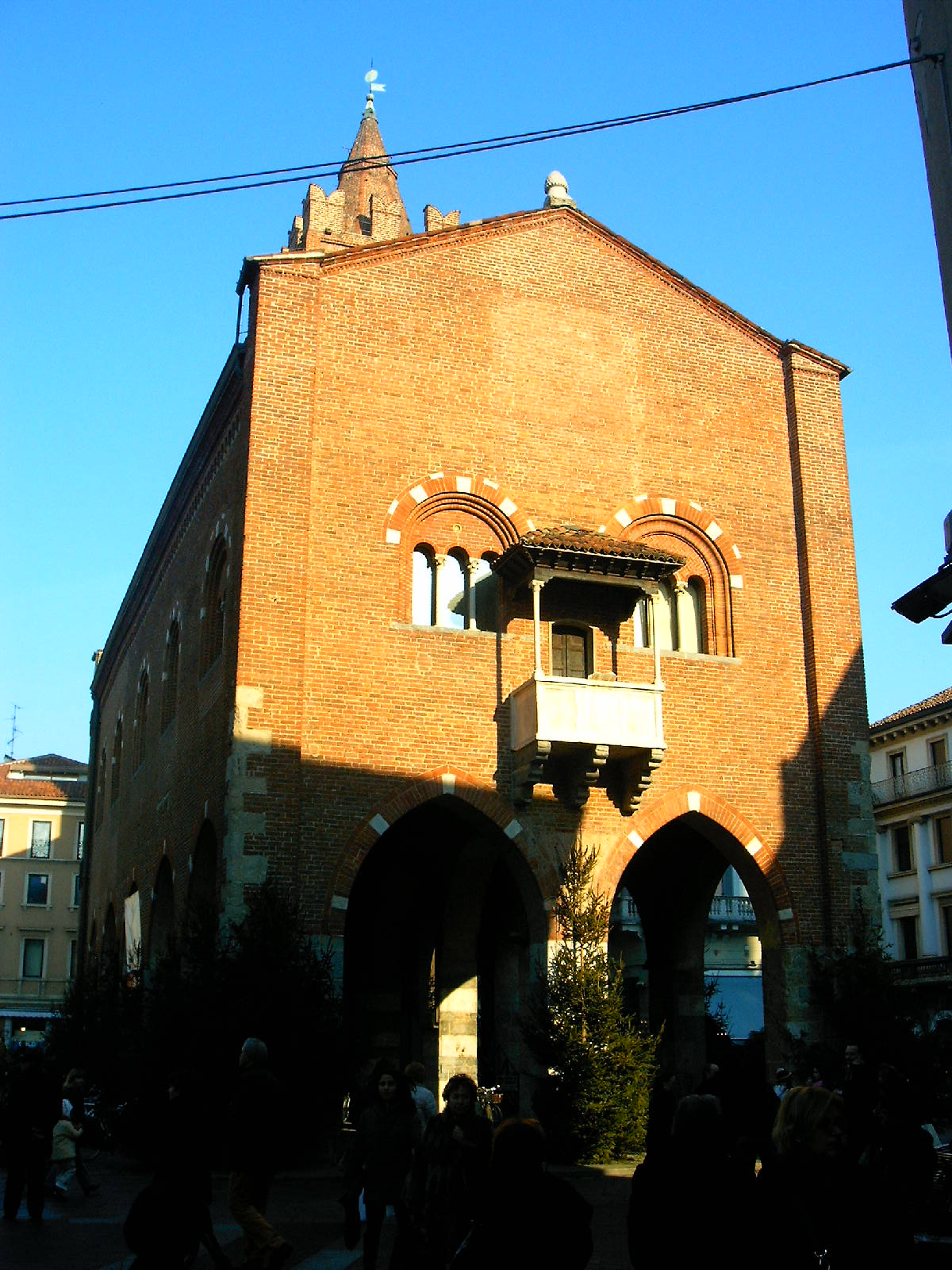
«أرينغاريو» (Arengario)

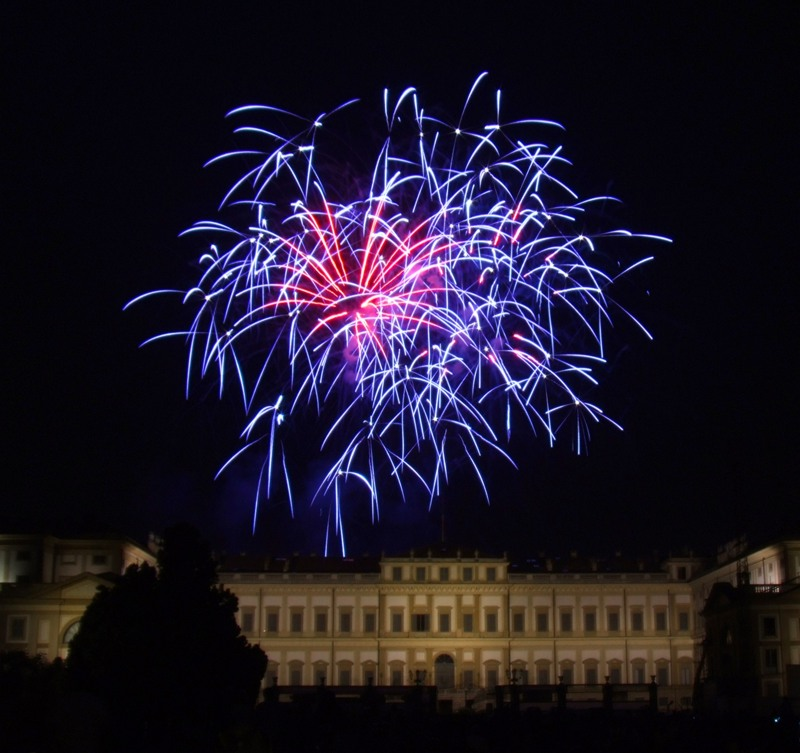
ألعاب نارية في ديللا فيلا ريالي

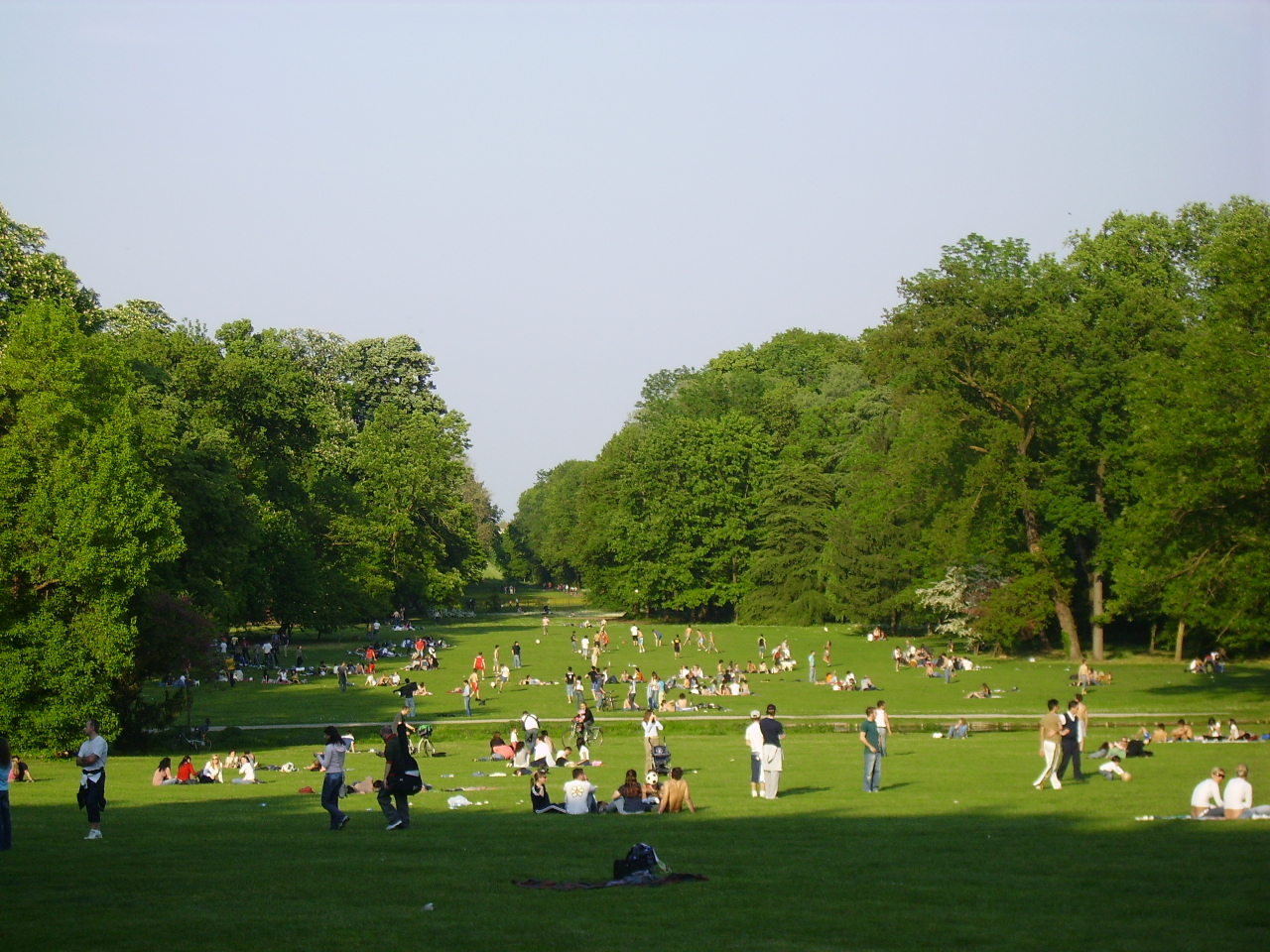
حديقة ديللا فيلا ريالي في مُنزة

مُنزَة أو مُنزا أو (نقحرة: مونزا) (بالإيطالية: Monza)‏، مدينة في إقليم لُمبَردية شمال إيطاليا تبعد 15 كم إلى الشمال الشرقي من ميلانو عاصمة مقاطعة مُنزة وبَريَنسة سكانها حوالي 121.961 نسمة.
تقع على نهر لامبرو أحد روافد نهر بو، تشتهر بحلبة سباق الجائزة الكبرى لسيارات الفئة الأولى Autodromo Nazionale Monza.
منذ 11 حزيران / يونيو 2004 أعلن رسميا مُنزة عاصمة لمقاطعة جديدة وهي مقاطعة مُنزة وبريانسا وكانت تتبع مقاطعة ميلانو. هذا الترتيب الإداري الجديد سيدخل حيز التنفيذ الكامل في عام 2009، وحتى ذلك الحين ستظل تعامل لأغراض كثيرة بوصفها مدينة داخل مقاطعة ميلانو.
مُنزة هي ثالث أكبر مدينة في لُمبَردية وأهم مركز الاقتصادي والصناعي في منطقة بريانسا داعمة صناعة النسيج ومجال الإعلانات التجارية.
مُنزة بها جامعة، كما تستضيف قسم من جامعة ميلانو، ومحكمة وعدة مكاتب للإدارة الإقليمية.
في 1951، قام المعماري غوالتييرو غالمانيني، الفائز بميدالية الذهب في العمارة الإيطالية، كمخطط حضري بوضع الخطة العامة لمونزا، مما شكل المدينة كما هي اليوم.

## السكان
في سنة  بلغ عدد السكان  نسمة، وتطور العدد ليصل في سنة 2011 لـ 119٬856 نسمة.
يظهر هذا المخطط البياني تطور النمو السكاني لـ مُنزة

## التاريخ

### العصر البرونزي
أواخر القرن التاسع عشر اكتشفت جرار خاصة بطقوس دفن الموتى بينت ان الوجود البشري في المنطقة يعود على الأقل إلى العصر البرونزي، عندما كان الناس يعيشون في مستوطنات من الأكوخ قرب الأنهار والمستنقعات.

### العصر الروماني
أخضع الإنسوبريين والغال خلال القرن الثالث فبل الميلاد، الذين عبروا جبال الألب واستقروا حول ميديولانوم Mediolanum (ميلانو حاليا). أسست قبائل غالو سلتيه وعلى ما يبدو أنه قد كان معهم إنسوبريين قرية على نهر لامبرو، ولا تزال أطلال جسر هذه القرية باقية. موجود في مكان يمارس فيه الشباب الرياضة، وسمي ‘Arena’ وبقاياه ظاهرة اليوم قرب Ponte dei Leoni (جسر الأسود).
أثناء الامبراطورية الرومانية عرفت البلدة باسم موديسيا (Modicia).

### اللومبارديون
غزو اللومبارديون لإيطاليا، يمثل حدثا هاما في تاريخ مُنزة وزواج ملك اللومبارديين اوتاري ثيوديليندا بابنة حاكم بافاريا غاريبالد الأول.
أمرت الملكة الجديدة بالبناء بالقرب من نهر لامبرو oraculum، نوعا من الكنيسة الصغيرة، وهي تشكل اليوم هو جزء من كاتدرائية سانت جون. يخبرنا بول الشماس مؤرخ الللومباردين في القرن الثامن عن ذلك كتابه: " وهناك أيضا أسطورة مهمة وهي ان عندما كانت ثيوديليندا نائمة، بينما كان زوجها الصيد رأت في الحلم يمامة أخبرتها: "modo" باللاتينية "هنا" من أجل القول انها يجب أن تبنى أوراكولوم في ذلك المكان، واجابت الملكة "etiam"، أي "نعم". ومن الكلمتين الواردتين "modo" و"etiam" في الأسطورة سميت "مودويتيا" "Modoetia" جاء منها اسم العصور الوسطى اسم مُنزة.

### الاحداث اللاحقة
في العصور الوسطى، كانت مُنزة بلدية مستقلة أحياناً وخاضعة لميلانو وعائلة فيسكونتي أحياناً.
أول طريق للسكك الحديدية بني في شمال إيطاليا كان سكة حديد ميلانو مُنزة وقد فتحت الخدمة في أغسطس آب 1840.
و في مساء يوم 29 تموز 1900 أغتيل ملك إيطاليا هومبرت الأول في مُنزة على يد الفوضوي غايتانو بريشي.